# Paul Blaha
Paul Blaha (* 17. April 1925 in Maribor; † 30. September 2002 in Wien) war ein deutschsprachiger Autor und Publizist.

## Leben
Blaha veröffentlichte Theaterkritiken, so für den späteren Express und Die Furche. Beim Kurier, für den er ab 1961 tätig war, wurde er später Leiter des Ressorts Kultur. Von 1. September 1979 bis (vertraglich) 31. August 1987 wirkte er als Direktor des Volkstheaters in Wien, dessen Renovierung er auch baulich betrieben hatte und dessen klassischen Schwerpunkt Volksstück er um Auftragswerke sowie Entertainerabende und Theaterspektakel (z. B. Merlin und Ghetto) erweiterte. 1981 richtete Blaha in der im Wiener Konzerthaus (mit Auszug des Ensemble Theaters) frei gewordenen Kellerbühne das VT-Studio als zusätzliche Spielstätte ein.
Zu seinen Buchveröffentlichungen zählen auch belletristische Werke wie
- Schöne freie Welt. Roman, Langen Müller, München/Wien 1991, ISBN 3-7844-2319-1.
- Die Hinterbliebenen. Roman, Haymon, Innsbruck 1994, ISBN 3-85218-159-3.
- Recherche. Roman, Haymon, Innsbruck 1996, ISBN 3-85218-221-2.
- (mit Adolf Frohner) Das Eingemachte. Novelle, Edition Splitter, Wien 1996, ISBN 3-901190-23-6.

Blaha war der Begründer des Künstlerforums Plattform Kultur im Jahre 1998, dem unter anderen die Schauspieler Rudolf Buczolich und Erika Pluhar sowie der Schriftsteller Robert Schindel beitraten.
Paul Blaha, der mit der Schauspielerin Maria Urban verheiratet war, lebte seit den 1960er-Jahren in Sigleß (Burgenland) auf der Liegenschaft eines ehemaligen Hammerwerks.
Blaha war seit 1963 Mitglied der Loge Gleichheit und 1968 Gründungsmitglied der Loge Zur Eintracht, ab 1974 affiliertes Mitglied der Loge Zur Wahrheit und 1991 Gründungsmitglied der Loge Phönix; er war auch Mitglied im York Ritus.

## Preise, Auszeichnungen, Ehrungen
- 1978 Dr.-Karl-Renner-Publizistikpreis
- Theodor-Körner-Preis für Literatur
- Berufstitel Professor
- 1998 Kulturpreis des Landes Burgenland
- 2001 Preis der Stadt Wien für Volksbildung